# Jack Dylan Grazer
Jack Dylan Grazer (ur. 3 września 2003 w Los Angeles) – amerykański aktor.

## Życiorys
Karierę filmową zaczął grając gościnne role w filmach i telewizji. Przełom w jego karierze przyniosła rola Eddiego Kaspbraka w pierwszej i drugiej części ekranizacji powieści To, autorstwa Stephena Kinga. Zagrał także w serialu Trzy razy ja nadawanym na CBS. W 2019 zagrał Freddy’ego Freemana w filmie Shazam! oraz zagra w nadchodzącym sequelu filmu. Grazer grał główne role Frazera Wilsona w serialu telewizyjnym autorstwa Luci Guadagnino o dorastaniu We Are Who We Are i Joeya w thrillerze Don't Tell a Soul; obie role zagrał w 2020. W 2021 użyczył głosu Alberto w filmie Pixara - Luca, w tym samym roku użyczył również głosu Barneyowi w filmie Ron's Gone Wrong. W 2018, The Hollywood Reporter nazwał go jedną z 30 najlepszych gwiazd poniżej 18 lat.

## Życie prywatne
Urodził się w Los Angeles jako syn Angeli Lafever i aktora Gavina Grazera. Jego wujem jest producent Brian Grazer. Grazer sponsoruje stypendium w Adderley School for Performing Arts w Pacific Palisades. W czerwcu 2021 ujawnił, że jest biseksualny. Jest niemieckiego, irlandzkiego, angielskiego, francuskiego, łotewsko-żydowskiego oraz rosyjsko-żydowskiego pochodzenia.

## Filmografia

### Film
| Rok  | Tytuł                     | Rola                    |
| ---- | ------------------------- | ----------------------- |
| 2015 | Tales of Halloween        | młody Joey Stranger     |
| 2017 | To                        | Eddie Kaspbrak          |
| 2017 | Scales: Mermaids Are Real | Adam Wilts              |
| 2018 | Mój piękny syn            | 12-letni Nic Sheff      |
| 2019 | To: Rozdział 2            | Eddie Kaspbrak          |
| 2019 | Shazam!                   | Freddy Freeman          |
| 2020 | Don't Tell a Soul         | Joey Chambliss          |
| 2021 | Ciao Alberto              | Alberto Scorfano (głos) |
| 2021 | Luca                      | Alberto Scorfano (głos) |
| 2021 | Ron's Gone Wrong          | Barney (głos)           |
| 2023 | Shazam! Gniew bogów       | Freddy Freeman          |
| 2023 | Miasteczko Owl            | Eli                     |

### Telewizja
| Rok       | Tytuł                                    | Rola             |
| --------- | ---------------------------------------- | ---------------- |
| 2014      | The Greatest Event in Television History | syn              |
| 2015      | Comedy Bang! Bang!                       | Kayden Aukerman  |
| 2017–2018 | Trzy razy ja                             | młody Alex Riley |
| 2018      | Nie ma mowy                              | Rev              |
| 2019      | Robot Chicken                            | Freddy Freeman   |
| 2020      | We Are Who We Are                        | Fraser Wilson    |

## Nagrody i nominacje
| Rok  | Konkurs                       | Kategoria                      | Rezultat  |
| ---- | ----------------------------- | ------------------------------ | --------- |
| 2017 | Fright Meter Awards           | Najlepszy aktor drugoplanowy   | Nominacja |
| 2018 | MTV Movie Award               | Najlepszy zespół na ekranie    | Wygrana   |
| 2019 | Hollywood Critics Association | Następna generacja Hollywood   | Wygrana   |
| 2022 | Annie                         | Najlepsza aktorstwo dubbingowe | Nominacja |